# Eufalconimorphae
Eufalconimorphae è un clade di uccelli, recuperato da un'analisi del genoma, costituito da passeriformi, pappagalli, falchi, caracara e falchi delle foreste (ma non altri rapaci che invece fanno parte degli Accipitrimorphae).
|                  | Falconiformes (falchi)                                                                  |
|                  |                                                                                         |
| Psittacopasserae | \| \| Psittaciformes (pappagalli) \| \| \| \| \| \| Passeriformes (passeri) \| \| \| \| |
|                  | \| \| Psittaciformes (pappagalli) \| \| \| \| \| \| Passeriformes (passeri) \| \| \| \| |
|                  | Psittaciformes (pappagalli)                                                             |
|                  |                                                                                         |
|                  | Passeriformes (passeri)                                                                 |
|                  |                                                                                         |

|  | Psittaciformes (pappagalli) |
|  |                             |
|  | Passeriformes (passeri)     |
|  |                             |

|                  | Falconiformes (falchi)                                                                  |
|                  |                                                                                         |
| Psittacopasserae | \| \| Psittaciformes (pappagalli) \| \| \| \| \| \| Passeriformes (passeri) \| \| \| \| |
|                  | \| \| Psittaciformes (pappagalli) \| \| \| \| \| \| Passeriformes (passeri) \| \| \| \| |
|                  | Psittaciformes (pappagalli)                                                             |
|                  |                                                                                         |
|                  | Passeriformes (passeri)                                                                 |
|                  |                                                                                         |

|  | Psittaciformes (pappagalli) |
|  |                             |
|  | Passeriformes (passeri)     |
|  |                             |

Cladogramma sulle relazioni di Australaves basato sugli studi di Prum, R.O. et al. (2015).